# ナニキル?天気予報
『ナニキル?天気予報』（ナニキルてんきよほう）は、TBSテレビにて2010年4月20日から2012年9月25日まで、毎週火曜日の21:54 - 22:00（JST）に放送されたミニ番組（気象情報番組）。生放送。しまむらの一社提供番組である。

## 概要
前半に、着ている服のファッションポイントや気になるスポットを街頭で女性にインタビューをした模様を紹介する「ナニキル?ワード」、後半に翌日の天気予報を伝えるという番組構成である。他にしまむらのCMとして、放送日のあんな、もしくはれいなのファッションポイントを紹介する「ナニキル?しまむら」がある。
同じ曜日の同じ時間に、同じ系列の毎日放送（関西）でも『どれ☆きよ天気予報』という、同一スポンサーによる同一コンセプト（企画ネット番組）の内容が放送されるという異色の番組でもある（なお、当番組が1年先行してスタートしている）。なお出演者のコーディネートについても、同日の『どれ☆きよ天気予報』とほぼ重なる場合がある。

## 出演者
- 蒼あんな・れいな